# Jigme Shitsetsang

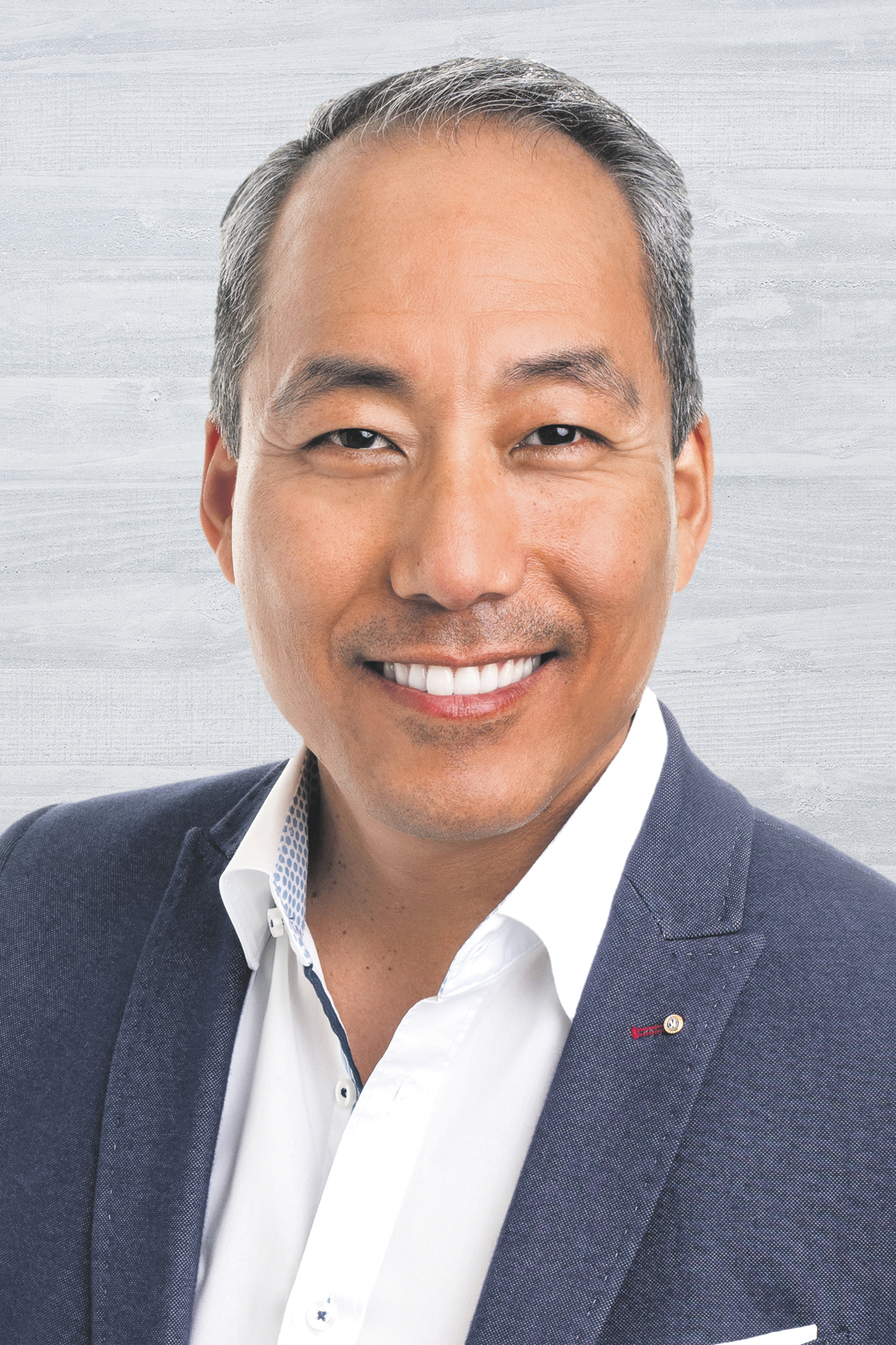
Jigme Shitsetsang (2017)

Jigme «Jimmy» Norbu Shitsetsang (* 1971 in Wil SG) ist ein Schweizer Politiker (FDP). Er ist momentan sowohl St. Galler Kantonsrat als auch Stadtrat (Exekutive) in Wil.

## Herkunft, Ausbildung und Beruf
Shitsetsangs Eltern stammen beide aus Tibet, lernten sich aber erst in der Schweiz kennen. Shitsetsang studierte, nach einer kaufmännischen Ausbildung bei einer Grossbank, soziale Arbeit in Zürich. Anschliessend war er Sozialberater bei einem Finanzinstitut in Zürich, leitete von 2003 bis 2006 die Amtsvormundschaft Frauenfeld und war Heimleiter. Shitsetsang war ab 2011 Leiter Soziales bei der Stadt Gossau. Nach seiner Wahl in den Wiler Stadtrat arbeitete Shitsetsang noch in einem Teilzeitpensum bei der Stadt Gossau.

## Politik
2011 rückte Shitsetsang in das Stadtparlament nach und blieb dort Mitglied bis zu seiner Wahl in die Exekutive. 2016 wurde er in den Kantonsrat gewählt. 2020 wurde er im zweiten Wahlgang in den Wiler Stadtrat gewählt und übernahm das Departement Bildung und Sport (BS). An den Erneuerungswahlen am 22. September 2024 wurde er mit dem zweitbesten Ergebnis im ersten Wahlgang im Amt bestätigt.

## Privates
Shitsetsang ist verheiratet und Vater dreier Kinder.